# پریلپ
پریلپ (به لاتین: Prilep) یک شهر در جمهوری مقدونیه است که در Prilep Municipality واقع شده‌است.
این شهر چهارمین شهر بزرگ مقدونیه است.

## خصوصیات
پریلپ ۱٬۱۹۴٫۴۴ کیلومترمربع مساحت و ۶۶٬۲۴۶ نفر جمعیت دارد و +۶۲۰ متر بالاتر از سطح دریا واقع شده‌است.

## خواهرخوانده
شهرهای زادار، رادوم، گارفیلد، نیوجرسی، دییانگ، چرنیهیف و آسنوفگراد خواهرخوانده‌های پریلپ هستند.